# Клинописно право
Клинописно право (енг. Cuneiform law, фр. droit cunéiform, нем. Keilschriftrecht) обухвата разноврсне правне системе чији су законски текстови, уговори, пресуде и сл. сачуване у форми кунеиформног писма (клинопис, од лат. cuneus – клин). Заступљено код народа старог Истока, који су били не само творци најстаријих државних творевина, већ и колевка најстаријег сачуваног записаног права на свету. Постанак клинописног права и доношење првих правних кодификација везује се за народе Старог века, првенствено Сумере, Акађане, Хетите, Асирце и Вавилонце.

## Настанак клинописног права
Настанак клинописног права је данас изузетно сложен научни проблем, јер не постоји јединствено, усаглашено мишљење о тачном тренутку његовог настанка. Засигурно је да се настанак клинописног права везује са настанком првих цивилизација у плодном делу између река, Тигра и Еуфрата, подручју које су тек Грци касније назвали Месопотамија. Стога се као зачетник клинописног права узима Сумерска цивилизација, у оквиру које је настало најстарије писмо на свету - сумерско писмо, у периоду око 4. миленијума п. н. е. Захваљујући открићу првог писма, не чуди ни чињеница да су први правни текстови клинописног права писани управо сумерским клинописом, на плочицама меке глине, осушене на сунцу. Сумерски утицај на остале цивилизације новијег периода, нарочито ће доћи до изражаја у свери права, отуда и ширење клинописног права не само на територији Месопотамије, већ и у ширем подручју који би обухватао простор данашњег јужног Ирана и достизало чак до данашње Турске. 

## Специфичности клинописног права
Специфичности клинописног права, тачније првих кодификација, везују се првенствено за суштинске, заједничке особине, међу којима се нужно намеће сам облик у коме настају и материјал на коме су писане. Мада су различите цивилизације и краљевства стварали специфичне, и на први поглед потпуно садржински различите кодификације, постојали су одређени обрасци, заједнички за све зборнике клинописног права. Очигледна заједничка нит јавља се већ на самом почетку свих кодификација – у уводу, прологу. Увод садржи дозу религијских и божанских карактеристика. Наиме, у кодификацијама клинописног права истиче се како су оне „дар богова“, да су њих створили лично богови својом вољом, а да их владари само преузимају и преносе народу, да се старају да буду поштовани и да спроводе санкције у случају непоштовања правних норми. Засигурно, најспецифичнији увод ових карактеристика јавља се у оквиру почетка Хамурабијевог законика, који се свакако једна од најпознатијих кодификација Старог века. Отуда, можемо говорити о неразвијености законодавне власти и њихових тела. Очигледан је и утицај раније донетих кодификација на будуће, где су јасно изражени правни транспланти (Вотсон), позајмнице и неке идентична правна решења. 
Ешнунски законик: Ако неко напусти родно место и своју жену, те она оде другом, а потом се он предомисли и дође натраг, не може тражити да му се жена врати.
Хамурабијев законик: чл. 136.  Ако неко напусти свој завичај, побегне, и потом његова жена оде у неку другу кућу, ако се онда тај човек врати и хоће да узме своју жену, зато што се огрешио о свој завичај и побегао, жена бегунца да се не врати своме мужу.
Формулација норми у кондиционалном облику („Ако неко... онда нека...“), карактеристика је свих законика клинописног права, који се већ прво сусреће код Ур-Наму законика, као израз високог степена правне технике.
Значај клинописног права је умногоме већи од саме чињенице да су њиме постављени темељи будућих зборника права. С тим да се важна напомена односи на чињеницу да кодификације тог времена не представљају модеран правни појам кодификација. Наиме, кодификације Старог века подразумевале су постојање одредба које су се односиле на различите гране права, те се не бави једном конкретном области права, што је случај са модерним кодификацијама, које подразумевају скуп закона који се односе на конкретну грану права, систематски обрађено са идејом да се на једном месту, могу пронаћи све норме једне правне гране. Кодификације Старог века, су по правилу остављале велики број правних празнина, за чијим се решењем трага у обичајном праву, што није случај са данашњим кодификацијама. Такође, садржане одредбе нису имале систематику, која је неопходна данас. Отуда се клинописни правни текстови сврставају у кодификације, више из традиционалних разлога, него из практичних. 

## Извори клинописног права
Извори клинописног права пре свега обухватају законске текстове донете у периоду од око 22. века п. н. е. до 13. века п. н. е. Међутим, у изворе клинописног права убрајају се и на стотине хиљада сачуваних клинописних правних текстова, међу којима се првенствено издвајају судске пресуде, донесене за време хегемоније сумерских царева из града Ура, као и део сачуваних уговора.
Судски поступак у најстаријем периоду права, карактерише званична евиденција суђења, очувана у оквиру државних архива, која представља претечу модерног записника суђења. Већина данашњих познатих судских текстова потиче из Girsu/Lagash. Они су у себи садржали ознаку решеног (завршеног) случаја. Друга по величини извора судских текстова јесте група у области Umma, као и неколицина примера из градова Ur и Nippur, али је специфично да се код њих не појављује ознака решеног случаја. Записи садрже сажето објашњење тока судског поступка, као и присуство странака, тужбе, сведоке, кључна питања на којима су дати искази (по правилу уз заклетву), „комесар“ (maškim) којем је поверена одговорност судског предмета, судије и датум. Занимљиво је да неке плочице садрже и по неколико различитих случаја који су се водили пред истим судијом, чиме се указује на озбиљност коју су народи Месопотамије придавали питању судства. Постоје и примери у којима се не спомиње судска одлука, те су странке у спору имале могућност поравнања, измирења током поступка. Са друге стране, неки судски текстови из Umma, у себи садрже и део припремне фазе судског поступка, као што су изјаве сведока. Отуда се изводи закључак сложености судског поступка.
Правосудни ауторитет била је краљевска прерогатива која се обично делегирала покрајинском гувернеру (ensik) или на неки други начин судијама (di-kud), иако је краљ та личност која управља правдом, те је било важно да краљ повремено лично суди, као што је то случај у судском поступку са судијом у храму Inanna. Судије су могле обично да суде као зборно веће, чак до седам судија, док су гувернери обично судили сами. Премда је гувернер могао да суди као појединац, неретке су биле ситације да је он у сложенијим правним споровима, судио заједно са гувернером Nippur-а, и трећим судијом, који је по правилу требало да буде свештеник. И поред тога што се спомињу у правним текстовима, мало се зна о судијама у погледу њиховог порекла, обуке или накнаде. Поред судија, извештаји о суђењу спомињу и судског званичника, комесара (maškim), чије су дужности обухватале припрему предмета за суђење, али некада и улогу институционалног сведока, чији је задатак био памћење података са суђења, и могао је бити позван да сведочи о претходним саслушањима о истом питању, нека врста живе ходајуће архиве. Оваква функција била је предмет многобројних научних расправа, управо из чињенице да се јавља скоро код свих народа Старог века, између осталог највише као „istor“ у Грчкој правној традицији, или као „mnamon“ у Гортини.
Приступ судовима, изгледа да је био доступан свима без разлике у погледу пола или класе. Робови су се могли појавити у својству странке уколико би њихов статус био доведен у питање. Свештеници су се спорили обично око сакралне имовине, на секуларном суду.
Покретање судског поступка подразумевало је иницијативу тужиоца за покретање спора, на основу чега је суд додељивао комесара који је задужен за припрему доказа (нпр. узимање депозита). Комесар је, из доступних извора, могао да обави саслушање, али не и да употреби силу принудног задржавања. Суд је могао да нареди „хапшење“ туженог, слањем жандарма или офцира, или пак да наложи локалном „градоначелнику“  да се постара о обезбеђењу туженог, мада очигледно да то није било непоходно, с обзиром на широку распрострањеност установе самоопомоћи, која је заједничка црта свих законских текстова клинописног права. Суд је могао захтевати да се путем заклетве (nam-érim) осигура изјава странака. Заклетва се полагала у храму, а не на суду. Приликом полагања заклетве у храму, неопходно је било присуство сведока, укључујући и судију храма Nanna. Заклетва дата пред боговима била је изузетно вреднована и са собом је носила строге религијске санкције у случају давања лажне изјаве под заклетвом. Постојао је и блажи облик заклетве, који се полагао пред краљем, и старнке су њему могле самоиницијативно да приступе. Суд приликом доношења пресуде, имао је неколико могућности на располагању, од проглашења оптуженог за невиног, до разноврсних санкција које су подразумевале телесно кажњавање, талион, смртну казну, са или без бруталности, имовинске санкције, накнаде штете и сл. у зависности од карактеристика клинописних зборника права. Заједничко сваком од законика јесте чињеница да је краљ имао могућност помиловања осуђеног лица. Што се доказа тиче, робови су такође могли иступати и давати исказе, али под заклетвом, чак и у случајевима када није у питању њихов статус. Уколико је сведочење сведока оспорено, судија је могао да захтева полагање заклетве једног или више сведока. Предвиђена је и казна за сведоке који дају изјаву, али касније не желе да исту понове, сада под заклетвом. Поред улоге комесара у поступку, постојала је и група институционалних сведока који су били присутни приликом доношења пресуде, али њихова функција није најјаснија. 
Више од хиљаду, сада, доступних уговора из тог периода, имали су карактер приватних, од чега су више од половине били теретни правни послови, међу којима се по броју, највише издвајају уговори о продаји куће, воћњака, робова и животиња. Нема података о продаји обрадивног земљишта, али то не значи да није постојао закуп земљишта и изнајмљивање робова и животиња. Већина сачуваних уговора потиче из институционалних архива, као што су храмови, али и из многобројних приватних архива, од којих су неке идентификоване и везују се за трговце и пастире.
Акти службених органа, чине неверовататан број извора из овог периода, углавном везаних за пронађене рачуне о испорукама и преносу животиња, древним административним центром Puzriš-Dagan. Кумулативно, пружају увид у односе владара и његове централне управе, са „покрајинским владама“. Таблице административне природе се могу сматрати правним текстовима и изворима, само уколико их је лично службено лице записивало у плочицама и на тај начин постајало одговорано за њихову веродостојност и правилно извршење текста уклесаном у њему. 

## Положај жене, брак и положај робова у оквиру клинописног права
Положај жене и брак: Слободне жене су биле правно способна лица, могле су бити сведоци у судском спору, као и власници земљишта или уговорне стране у правном послу. Из једног од сачуваних текстова, пронађено је да жена продаје земљиште заједно са својим мужем (Steinkeller 29, 88 „both of them“). Удовица након смрти свог мужа, могла је располагати имовином, мада је временом та могућност дата првенствено синовима наследницима, али је жена и даље задржавала своју независност. Иако се спомиње „млада жена“ (dam-banda), у одређеним текстовима, моногамија је био једини облик брака. У законским изворима, постојао је један изузетак који се односио на ситацију да уколико жена болује од неизлечиве болести, она може одабрати за свог мужа другу жену, али ће она свакако остати у тој кући, јести и облачити се док је жива.
Брак је обично био склапан између две породице. Први правни корак ка успостављању брака био је усмени уговор о брачној сарадњи између две породице у којима је барем једна од паритета била обавезна. Уговорне стране су били очеви, или младожења и младин отац. Међутим, и даље није јасно какви ду били формални кораци неопходни за испуњење уговора о брачној сарадњи и завршетка брака. У законским текстовима не спомиње се церемонија венчања. Термин níg-mí-ús-sá заступљен у Ур-Наму законику, али и код Акађана у виду biblum и terhatum (Хамурабијев законик), који су у старом вавилионском периоду, означавали младожењино плаћање младе, увек изражено у сребру, али касније и кроз стоку, прехрамбених производа, соли, сапуна итд.
Развод брака могао је наступити само раскидом од старне мужа или по налогу судије. Уколико је развод био без конкретног разлога, муж је дужан да исплати одређену суму новца жени, по правилу изражену кроз сребро. Ако се брак разводи ван суда, жена добија само 10 шекела.
Положај робова: Општи термин за роба мушког пола био је arad (/arád). Женски робови називали су се gemé, мада се овај термин могао корстити и у означавању женске раднице, која није обавезно и робиња (еквивалент guruš – способан човек). У уговорима о продаји, роб независно од пола, називао се sag (глава). Извори ропства се обично везују за случај уколико би се роб оженио слободном женом, он би постао слободан, али за своју слободу је морао да одреди једно мушко дете које ће постати роб. Најзаступљенији начин стицања слободе, био је очигледно продаја своје деце, која је произилазила из сиромаштва, али и из дужничког ропства, као и случај, када би чланови продице злочинца постајали робови у породици жртве. Управо, ропство се могло уговорити самим уговором и то као уговорна казна.
            (A v 205-215, C iii 61-64): Ако се роб ожени слободном женом, она/он нека једно мушко дете дају да служи његовом господару; дете које је дато да служи његовом господару, његову очевину, ... зид, кућу; дете слободне жене да не својата господар, (иначе) он ће бити отеран у ропство. (чл.5)

## Хронологија зборника клинописног права
- Ур-Наму законик (2100. п. н. е.)
- Законик владара Липит-Иштар (1930/1900. п. н. е.)
- Ешнунски законик (1770/1720. п. н. е.)
- Хамурабијев законик (1750/1680. п. н. е.)
- Хетитски законик (XVI век п. н. е.)
- Асирски законик (XIII век п. н. е.)

#### Ур-Наму законик
Најстаријим закоником света сматра се управо Ур-Наму законик, откривен 1952. године од стране чувеног асиролога, Американца јеврејског порекла Семјуела Ное Крамера у Истанбулском музеју (Instanbl Archeology Museum), где је успео да преведе текст исписан клинописом на глиненим плочицама дименције око 10x20cm, закључивши да се ради о правном тексту донетог за време владавине сумерског цара Ур-Наму. Крамер је успешно превео већи део доступног текста, те је саставио 22 различита фрагмента у прво комплетно издање законика, на основу сачуваног материјала. Ур-Наму законик није сачуван у свом изворном облику, већ се сазнање о њему стиче из прилично оштећених фрагмената.
Почетак и крај недостају, а из постојећих фрагемната није могуће реконструисати континуирани текст законика. Очувани су део пролога, неки од чланова и неке клетве против онога који би на било који начин покушао да уклони законик. Међутим, са одређеним степеном сигурности, научници су успешно реконтруисали уводни део, као и мањи број правних прописа, који се односе пре свега на полни морал, установу божјег суда, повраћају одбеглог роба, као и неколико прописа о кажњавању због наношења телесних повреда.
Ур-Наму законик садржински осликава један завидан ниво правне технике, оличен у виду кондикционалног облика формулисања диспозиције правних норми. Такође, санкције се у имовинског карактера (композиција). Талион, као примитивна санкција, не постоји.
Данас се сачуване глинене плочице чувају у чувеном француском музеју Лувр, као део редовне поставе. 

#### Законик владара Липит-Иштар
Липит-Иштар законик, донет је око 1300. године пре нове ере, од стране петог по реду владара Прве династије Исине – Липит-Иштар, по коме овај законик и носи име. Писан је сумерским језиком на каменим стелама, димензија од око 27,94cm које су приликом проналажења тешко оштећене, а на којима су сачувана два фрагмента, уз претпоставку да се ради о оригиналном тексту. Управо град Нипур представља извориште највећег броја проналаска везаних за овај законик, у коме се и налазила надалеко чувена писарска школа Старог вавилонског царства. До данас, сачуван је пролог и епилог законика, заједно са око 37 његових прописа.
Липит-Иштар законик садржи све опште карактеристике клинописног права, док се саджински бави питањима насленог права, неких уговора, крађе, али и ближег регулисања положаја жене и робова, као и судског поступка. Кажњавање у оквиру Липит-Иштар законика, првенствено се заснивају на имовинској композицији, а ретко и изрицању казне смрти.
Данас се неки од доступних остатка чувају у University of Pennsylvania Museum of Archaeology and Anthropology.

#### Ешнунски законик
Ешнунски законик донет је око 1720. године п. н. е., а донео га је вероватно Билалама (по коме се некада овај законик и назива још - Билаламин законик), владар града крај реке Дијале, у Месопотамији. Међутим, случај са Ур-Наму закоником понавља се и овде, те новија научна истраживања долазе до сазнања да је Ешнунски законик можда донесен за време владавине успешног владара Дадуше.
Ешнунски законик је први законски текст писан на акадском језику, исписан на две таблице (таблица А која је успешно реконструисана и таблице Б која је затечена у видно лошијем стању). Таблице су пронађене 1948. године од стране Алберта Гецеа (Alberth Goetze), на археолошком локалитету Tell Abu Harmal, покрај Багдада.
Стил писања је био изузетно једноставан и сажет, тако да је омогућавао лако меморисање његових одредби. Регулисао је питање наследства и адопције, са елемнтима породичног права, као и неколицина кривичних дела која се сусрећу готово, без икаквог логичког редоследа, кроз читаву садржину законика. Санкције које предвиђа, дословно су исте као и код његовог претходника, композиција, а изузетно и смртна казна.
Данас се Ешнунски законик, који не представља један систематичан и целовит законик (већ збирку сачињену од раније донетих прописа и новијих судских одлука, али и покушаја сповођења економских реформа), чува у Ирачком музеју старина у Багдаду.

#### Хамурабијев законик
Засигурно најпознатији, уједно и најобимнији пример клинописног права јесте Хамурабијев законик, настао око 1750. године п. н. е. Донет је од стране успешног владара Хамурабија, који је као шести цар вавилонске династије, створио тзв. Старо вавилонско царство и владао око пуних 40 година. Управо, најдрагоценији траг који је та цивилизација оставила за собом, јесте Хамурабијев монументални законик.
Како је и наведено, одређивање тачног порекла клинописног права није у потпуности могуће, те је такав пример био и код одређивања тачног времена настанка Хамурабијевог законика (од првог мишљења да је донет око 2000. п. н. е. до померања одреднице на XVIII век, да би данас све више преовладавало утицајно мишљење истакнутих научника, који твде да законик није старији од XVII века).
Хамурабијев законик открио је француски истраживач Жан Жак де Морган, 1901. године, у граду Сузи, данас се једини сачувани примерак – стела висине око 2,5м (са око 282 члана) чува у француском музеју Лувр.

#### Хетитски законик
Хетитски законик представља наставак клинописног права и по својој природи донет је у периоду XVI века п. н. е. и био у примени све до XIII п. н. е. Доношење законика приписује се владару Телипини, мада из реконструкције, закључено је да поједине норме потичу чак из времена првих владара Лабарна I и Хатушила I. У рушевинама хетитске престонице, града Хатуше, у археолошким ископинама пронађено је знатан број плочица исписаних на хетитском језику, али клинописом. Управо, од највећег значаја за правну историју биле су таблице које су садржале преписе Хетитског закона.
Хетитски законик исписан је на две глинене таблице са по 100 чланова, тако да збирка закона има укупно 200 прописа. Чињеница је да, ни једна таблица није у потпуности очувана, те се највећим делом сазнање о одредбама законика стиче из реконструкције.
Хетитски законик представља далеко правно заосталији од осталих зборника клинописног права, изузетак може представљати једино млађи од њега – Асирски законик. Правна терминологија коришћена у њему осликава неупоредиво нижи степен правног развоја. У оквиру Хетитског законика у највећој мери сусрећу се норме везане за кривично, брачно и породично право. Законик осликава доминантност имовинских санкција, док се смртна казна изузетно ретко јавља, свега у пар чланова. Талиона нема.

#### Асирски законик
Асирски законик (тзв. Средњоасирски законик; Коментар о правима и дужностима жена – прва група закона) представља збирку закона Средњег асирског царства, донет за време чувеног владара Тиглат-Паласара I, око 1075 године п. н. е. Потиче из града Асура у северном Месопотамији, такође писан на акадском језику. Чине га 40 таблица, које су у мањој или већој мери очуване кроз фрагменте, те на основу тога, данас је сачувано око 79 чланова законика, мада није познато колико их је законик тачно садржао. Проналазак Асирског законика у 20. веку (1903-1914. год.), приписује се Немачком оријенталном друштву.
Садржински, Асирски законик у највећој мери, у односу на претходне, регулише положај жене кроз скоро читаву правну регулативу. Чланом 59 прекида се низ реконстуисаних чланова, јер недостаје поломљени део таблице, неутврђене величине. Санкције у оквиру Асирског законика подразумевале су пре свега казне телесног сакађења, али и у одређеној мери заступљеност примитивног кажњавања у виду талиона (чак и за нека кривична дела, попут силовања).
Данас се остатак Асирског законика чува у Берлинском музеју древног Блиског истока. 